# 萱場玄
萱場 玄（かやば げん、1978年〈昭和53年〉10月13日 - ）は、日本の公認会計士、税理士。シンガポールの会計事務所CPA コンシェルジュ代表。福岡県福岡市生まれ。血液型はA型。   

## 概説
日本の公認会計士試合格後、2002年に新日本監査法人に入所し1か月後にあずさ監査法人の初期の職員となるが2006年に退所。その後、約2年間の無職時代を過ごすが、英語を猛勉強して過ごす。2008年に東京共同会計事務所へ入所、2012年に退所してシンガポールへ移住、TMFシンガポールのジャパンデスク責任者を歴任、2014年にシンガポールの会計事務所CPA コンシェルジュ社を創業。2019年には、CPA コンシェルジュ社としてSingapore Enterprise 500のブロンズ賞を受賞。2019年4月からシンガポール和僑会の会長にも就任した。

## 略歴

### 生い立ち
1978年10月13日、福岡県福岡市生まれ。転勤族であった父親の仕事の関係で、3歳で東京都清瀬市へ引っ越し（清瀬市立第十小学校）、小学校3年生から名古屋市名東区へ（名古屋市立猪子石小学校）、中学校1年生の直前に大阪府豊中市（豊中市立第五中学校）、兵庫県、大阪市内（関西大倉高等学校）、と転校を幾度となく経験する。

### 幼少期
少年時代は野球、サッカーなどスポーツをこなし、小学校卒業まで成績も良い生徒だった。しかし中学2年生頃から「なんのために勉強するんだ？」という疑念を持ち始めたという。その後、成績は落ちてしまい、高校では毎日早退して遊びに出かける日々を過ごした。大学受験は現役の時は10校受験したが全滅し浪人、予備校に所属するものの、3日ほどしか予備校に行かなかった。1年後に再び10校受験するも「国語1教科入試」という特別な試験で唯一合格した大阪にある桃山学院大学に進学した。

### 大学時代
大学入学当初、生活はさらに悪化した。現役、浪人の2回分の大学受験料と１年間の予備校の授業料に加え、大学の学費までも両親に頼っていた。それにもかかわらず、大学入学当初は、毎日パチンコ及びパチスロに明け暮れ、1年のうち360日パチンコ屋に通う生活を続けていた。アルバイトに明け暮れる同級生達を横目にいわゆるパチプロ状態で学生時代を過ごした。

### 人生の転機
公認会計士を目指す。大学2年生の時、「このまま人生終わるのか」と自問した。未来を切り開くための一大決心であったが、厚さ5cmほどもある「資格一覧」を大阪市北区梅田にある紀伊国屋書店で購入し、簿記3級を受けてから会計士試験に挑むことを決めた。人生最大の意思決定であった。

### 公認会計士試験に向けて
去年までパチンコに費やしていた360日をそのまま勉強時間に移行し、公認会計士の勉強に費やした。この時母親は毎朝5時に起きて朝食をかかさずに作ってくれたという。その結果、大学卒業直後に公認会計士試験に合格、当時の新日本監査法人に入所することができた。桃山学院大学で初の公認会計士誕生ということで、大学から100万円の祝い金をもらい、半分は親に渡した。公認会計士試験はいわゆる二発目合格で、一回目は短答式試験で不合格だった。大学卒業の半年後に当時の二次試験に合格したが、浪人しているのでこの時24歳であった。

### 監査法人時代
2002年に新日本監査法人に入所した直後、当時所属していた海外（KPMG）部門が独立しあずさ監査法人を設立したため、あずさ監査法人の初期の職員となった。そのため、新日本監査法人在籍は1か月ほどである。その後、2006年にあずさ監査法人を退所する。監査法人勤務時代は、主に製造業クライアントの会計監査に携わり、最終的には外資系クライアントや上場会社の現場責任者も担当した経験がある。

### 英語の勉強を始める
海外に対し強い想いを抱き、英語の勉強を始めた。その6年前にパチンコに、4年前に会計士の資格取得のために費やしていた年間5,000時間を、今度は英語に使った。朝夜問わず合間を見つけては毎日英会話に励んだという。監査法人を退社後、ニューヨークのZoni Language Schoolに8か月ほど留学した。アメリカ合衆国での職を探すもビザ取得が難しく日本に帰国。その後、2008年に、東京共同会計事務所に入所、海外案件担当を直訴し、積極的に英語ビジネスの環境に身を置くように心掛けた。

### 東京共同会計事務所へ
金融系の業務を数多く抱える東京共同会計事務所では、SPC決算、SPC監査、デューデリジェンス、各種評価、ストラクチャード・ファイナンス、国際税務、IFRS、その他会計税務コンサルなど、専門的な知識を要する数々の案件に携わった。学んだノウハウは数え切れず、現在もビジネス会計人としての大きな基礎となっているという。しかし監査法人同様、この業界の仕事は楽なものではなく、頭の片隅には常に、「いつかは海外に」という思いを持ち続けていた。

### 海外へ
30歳代になりしばらくした時、このまま日本に居ていいのか、自問したという。一刻も早く海外、特にアジアに行くべきだと決心をする。その後、海外の現地事務所へ直接コンタクトをして求人状況を調べたり、新興国の住環境調査のため現地視察に訪れたりと、移住先の選定と同時に、次の仕事を探し始めた。2011年末には、ベトナム移住を計画してホーチミン視察したが、現地の生活環境と家族の未来を再検討して断念した。
最終的に決めた場所はシンガポールであった。2012年に、友人から紹介を受け、TMFというオランダの会計事務所のシンガポール支社へ参画。 TMFでは、良い意味で非常に多くのカルチャーギャップを感じた。初めての海外勤務であり、初めての外資系企業での勤務に言葉、文化の違いに商習慣の違いなど、考え方が全く合い寄れない相手とのやりとりで多くあった。日本人だけで構成されている日本での会社勤務では感じることのなかったグローバル企業ならではの体験であった。

## 人物
- 自己分析は「地頭が良くないが努力が得意」「コミュニケーション力は低いが分かりやすく話すのは得意」である。
- 世に出ていないウェブサービスを開発して失敗した経験や、コンサルボットの開発に失敗した経験がある。
- オンラインサロンやKayaBAR（バーテン企画）など、従来の士業がやらないような企画を考え実行することが得意。
- 2019年にCPACとしてSingapore Enterprise 500のブロンズ賞を受賞[3]
- 2019年1月に『ビジネスパーソンのためのシンガポール入門〜kindle版〜』を出版している。100時間を投下してゼロから書き上げた。

## 著書
- 2019年1月、ビジネスパーソンのためのシンガポール入門〜kindle版〜